# 普拉姆河畔采尔
普拉姆河畔采尔是奥地利上奥地利州谢尔丁县的一个市镇。总面积23.39平方公里，总人口2013人，人口密度86.1人/平方公里（2005年）。